# ゼトレン
ゼトレン（zethrene）とは2つのフェナレンが縮環した形の芳香族炭化水素の一種である。空気や光に対する感応性が高い真紅色の物質である。融点は262℃。名称は、分子の形状が「Z」の字に類似していることに由来する。

## 合成法
ゼトレンの合成は1955年、Erich Clarによるアセナフテンおよびクリセンを用いた合成法により初めて報告された。 

## 構造
X線結晶構造解析によりゼトレンは平面分子であることが分かっている。